# Onyekachi Apam
Onyekachi Apam (* 30. prosince 1986, Aba) je bývalý nigerijský fotbalový obránce.

## Klubová kariéra
S fotbalem začínal v Nigérii v klubu Enugu Rangers a v roce 2005 se stěhoval do Francie, do klubu OGC Nice. Premiéru v jeho A-týmu si odbyl o rok později.
Se Stade Rennais postoupil v sezóně 2012/13 do finále francouzského ligového poháru Coupe de la Ligue, Stade Rennais v něm podlehlo AS Saint-Étienne 0:1. Rennes opustil na začátku roku 2014 a v září podepsal smlouvu se Seattle Sounders FC, kde ale neodehrál kvůli zranění ani jeden zápas a následně ukončil svou profesionální kariéru.

## Reprezentační kariéra
Byl členem nigerijského národního týmu do 23 let, který na olympiádě v Pekingu 2008 získal stříbrné medaile.